# Siegburger Bahn
| Karte der Siegburger Bahn |                                                            |                                                    |                                                    |
| Kursbuchstrecke (DB): | 467                                                        |                                                    |                                                    |
| Streckenlänge: | 11,3 km                                                    |                                                    |                                                    |
| Spurweite: | 1435 mm (Normalspur)                                       |                                                    |                                                    |
| Zweigleisigkeit: | durchgehend                                                |                                                    |                                                    |
| |                                                            |                                                    |                                                    |
| Stromsystem: | 1000 V = (1911–1961) 600 V = (1961–1974) 750 V = (ab 1974) |                                                    |                                                    |
| Eröffnung: | 5. September 1911                                          |                                                    |                                                    |
| Stationen: | 15                                                         |                                                    |                                                    |
| Fahrzeit: | 25 Minuten                                                 |                                                    |                                                    |
| \| \| \| Stammstrecke 16 63 66 \| \| \| \| 620,0 \| Bonn Hauptbahnhof 18 \| Bonn Hauptbahnhof 18 \| \| \| \| \| \| \| \| \| Rheinuferbahn 16 63, Vorgebirgsbahn 18 \| \| \| \| \| \| \| \| \| \| Stadtbahntunnel Bonn \| \| \| \| \| von Hbf/Dottendorf 61 62 \| \| \| \| 620,7 \| Stadthaus \| Stadthaus \| \| \| 620,8 \| \| \| \| \| \| Landgericht \| \| \| \| 620,9 \| nach Auerberg 61 \| nach Auerberg 61 \| \| \| \| \| \| \| \| 621,2 \| Bertha-von-Suttner-Platz/ Beethovenhaus \| Bertha-von-Suttner-Platz/ Beethovenhaus \| \| \| \| \| \| \| \| 621,8 \| Kennedybrücke \| Kennedybrücke \| \| \| \| Konrad-Adenauer-Platz (alt) \| \| \| \| 622,3 \| \| \| \| \| 622,4 \| Konrad-Adenauer-Platz \| Konrad-Adenauer-Platz \| \| \| \| \| \| \| \| \| Siebengebirgsbahn nach Oberkassel 62 \| \| \| \| \| \| \| \| \| 623,4 \| Adelheidisstraße \| Adelheidisstraße \| \| \| 623,9 \| Gartenstraße \| Gartenstraße \| \| \| 623,9 \| Vilich \| Vilich \| \| \| 624,2 \| Rechte Rheinstrecke (Bahnhof Vilich im Bau) \| Rechte Rheinstrecke (Bahnhof Vilich im Bau) \| \| \| 624,8 \| A 59 \| A 59 \| \| \| 625,2 \| Am Herrengarten \| Am Herrengarten \| \| \| 625,2 \| Vilich-Müldorf \| Vilich-Müldorf \| \| \| 625,7 \| Bundesgrenzschutzstraße \| Bundesgrenzschutzstraße \| \| \| 626,1 \| Hangelar West \| Hangelar West \| \| \| 626,1 \| Händelstraße \| Händelstraße \| \| \| 626,5 \| Richthofenstraße \| Richthofenstraße \| \| \| 626,7 \| Hangelar Mitte \| Hangelar Mitte \| \| \| 626,7 \| Udetstraße \| Udetstraße \| \| \| 626,9 \| Graf-Zeppelin-Straße \| Graf-Zeppelin-Straße \| \| \| 627,2 \| Bruno-Werntgen-Straße \| Bruno-Werntgen-Straße \| \| \| 627,2 \| Hangelar Ost \| Hangelar Ost \| \| \| 628,2 \| Sankt Augustin Ort \| Sankt Augustin Ort \| \| \| 628,2 \| Husarenstraße \| Husarenstraße \| \| \| 628,8 \| Arnold-Janssen-Straße \| Arnold-Janssen-Straße \| \| \| 628,9 \| Sankt Augustin Kloster \| Sankt Augustin Kloster \| \| \| 629,1 \| Ost-West-Spange \| Ost-West-Spange \| \| \| \| \| \| \| \| 629,2 \| Sankt Augustin Zentrum/ Hochschule Bonn-Rhein-Sieg \| Sankt Augustin Zentrum/ Hochschule Bonn-Rhein-Sieg \| \| \| \| \| \| \| \| 629,5 \| Südstraße \| Südstraße \| \| \| 630,0 \| Am Lindenhof \| Am Lindenhof \| \| \| 630,1 \| Mendener Straße \| Mendener Straße \| \| \| 630,1 \| Sankt Augustin Mülldorf \| Sankt Augustin Mülldorf \| \| \| 630,2 \| Dammstraße \| Dammstraße \| \| \| 630,5 \| A 560 \| A 560 \| \| \| 630,8 \| Sieg \| Sieg \| \| \| 630,9 \| Siegstraße \| Siegstraße \| \| \| 631,1 \| Siegburg-Zange \| Siegburg-Zange \| \| \| \| (alte Trasse bis 2000) \| \| \| \| 631,1 \| Hohenzollernstraße \| Hohenzollernstraße \| \| \| 631,2 \| Bahnhofstunnel Siegburg \| Bahnhofstunnel Siegburg \| \| \| 631,3 \| Siegburg Bahnhof 66 \| Siegburg Bahnhof 66 \| \| \| \| Siegstrecke und SFS von Frankfurt \| \| \| \| \| \| \| \| \| \| Siegburg Bahnhof (am Bahnhofsvorplatz) \| \| |                                                            |                                                    |                                                    |
| |                                                            | Stammstrecke 16 63 66                              |                                                    |
| U-Bahn-Bahnhof (im Tunnel) | 620,0                                                      | Bonn Hauptbahnhof 18                               | Bonn Hauptbahnhof 18                               |
| |                                                            |                                                    |                                                    |
| U-Bahn-Abzweig geradeaus und nach links (im Tunnel) |                                                            | Rheinuferbahn 16 63, Vorgebirgsbahn 18             | Rheinuferbahn 16 63, Vorgebirgsbahn 18             |
| |                                                            |                                                    |                                                    |
| U-Bahn-Tunnelende |                                                            | Stadtbahntunnel Bonn                               | Stadtbahntunnel Bonn                               |
| |                                                            | von Hbf/Dottendorf 61 62                           |                                                    |
| U-Bahn-Haltepunkt / Haltestelle · U-Bahn-Haltepunkt / Haltestelle | 620,7                                                      | Stadthaus                                          | Stadthaus                                          |
| U-Bahn-Verschwenkung nach links · U-Bahn-Verschwenkung nach rechts | 620,8                                                      |                                                    |                                                    |
| ehemaliger U-Bahn-Haltepunkt / Haltestelle |                                                            | Landgericht                                        | Landgericht                                        |
| U-Bahn-Abzweig geradeaus, nach links und von links | 620,9                                                      | nach Auerberg 61                                   | nach Auerberg 61                                   |
| |                                                            |                                                    |                                                    |
| U-Bahn-Bahnhof | 621,2                                                      | Bertha-von-Suttner-Platz/ Beethovenhaus            | Bertha-von-Suttner-Platz/ Beethovenhaus            |
| |                                                            |                                                    |                                                    |
| U-Bahn-Brücke über Wasserlauf | 621,8                                                      | Kennedybrücke                                      | Kennedybrücke                                      |
| ehemaliger U-Bahn-Bahnhof |                                                            | Konrad-Adenauer-Platz (alt)                        | Konrad-Adenauer-Platz (alt)                        |
| U-Bahn-Verschwenkung von links · U-Bahn-Verschwenkung von rechts | 622,3                                                      |                                                    |                                                    |
| U-Bahn-Bahnhof · U-Bahn-Bahnhof | 622,4                                                      | Konrad-Adenauer-Platz                              | Konrad-Adenauer-Platz                              |
| |                                                            |                                                    |                                                    |
| |                                                            | Siebengebirgsbahn nach Oberkassel 62               |                                                    |
| |                                                            |                                                    |                                                    |
| U-Bahn-Haltepunkt / Haltestelle | 623,4                                                      | Adelheidisstraße                                   | Adelheidisstraße                                   |
| U-Bahn-Bahnübergang | 623,9                                                      | Gartenstraße                                       | Gartenstraße                                       |
| U-Bahn-Haltepunkt / Haltestelle | 623,9                                                      | Vilich                                             | Vilich                                             |
| U-Bahn-Kreuzung mit Eisenbahn geradeaus oben | 624,2                                                      | Rechte Rheinstrecke (Bahnhof Vilich im Bau)        | Rechte Rheinstrecke (Bahnhof Vilich im Bau)        |
| U-Bahn-Brücke | 624,8                                                      | A 59                                               | A 59                                               |
| U-Bahn-Bahnübergang | 625,2                                                      | Am Herrengarten                                    | Am Herrengarten                                    |
| U-Bahn-Haltepunkt / Haltestelle | 625,2                                                      | Vilich-Müldorf                                     | Vilich-Müldorf                                     |
| U-Bahn-Brücke | 625,7                                                      | Bundesgrenzschutzstraße                            | Bundesgrenzschutzstraße                            |
| U-Bahn-Haltepunkt / Haltestelle | 626,1                                                      | Hangelar West                                      | Hangelar West                                      |
| U-Bahn-Bahnübergang | 626,1                                                      | Händelstraße                                       | Händelstraße                                       |
| U-Bahn-Bahnübergang | 626,5                                                      | Richthofenstraße                                   | Richthofenstraße                                   |
| U-Bahn-Haltepunkt / Haltestelle | 626,7                                                      | Hangelar Mitte                                     | Hangelar Mitte                                     |
| U-Bahn-Bahnübergang | 626,7                                                      | Udetstraße                                         | Udetstraße                                         |
| U-Bahn-Bahnübergang | 626,9                                                      | Graf-Zeppelin-Straße                               | Graf-Zeppelin-Straße                               |
| U-Bahn-Bahnübergang | 627,2                                                      | Bruno-Werntgen-Straße                              | Bruno-Werntgen-Straße                              |
| U-Bahn-Haltepunkt / Haltestelle | 627,2                                                      | Hangelar Ost                                       | Hangelar Ost                                       |
| U-Bahn-Haltepunkt / Haltestelle | 628,2                                                      | Sankt Augustin Ort                                 | Sankt Augustin Ort                                 |
| U-Bahn-Bahnübergang | 628,2                                                      | Husarenstraße                                      | Husarenstraße                                      |
| U-Bahn-Bahnübergang | 628,8                                                      | Arnold-Janssen-Straße                              | Arnold-Janssen-Straße                              |
| U-Bahn-Haltepunkt / Haltestelle | 628,9                                                      | Sankt Augustin Kloster                             | Sankt Augustin Kloster                             |
| U-Bahn-Brücke | 629,1                                                      | Ost-West-Spange                                    | Ost-West-Spange                                    |
| |                                                            |                                                    |                                                    |
| U-Bahn-Bahnhof | 629,2                                                      | Sankt Augustin Zentrum/ Hochschule Bonn-Rhein-Sieg | Sankt Augustin Zentrum/ Hochschule Bonn-Rhein-Sieg |
| |                                                            |                                                    |                                                    |
| U-Bahn-Bahnübergang | 629,5                                                      | Südstraße                                          | Südstraße                                          |
| U-Bahn-Bahnübergang | 630,0                                                      | Am Lindenhof                                       | Am Lindenhof                                       |
| U-Bahn-Bahnübergang | 630,1                                                      | Mendener Straße                                    | Mendener Straße                                    |
| U-Bahn-Haltepunkt / Haltestelle | 630,1                                                      | Sankt Augustin Mülldorf                            | Sankt Augustin Mülldorf                            |
| U-Bahn-Bahnübergang | 630,2                                                      | Dammstraße                                         | Dammstraße                                         |
| U-Bahn-Brücke | 630,5                                                      | A 560                                              | A 560                                              |
| U-Bahn-Brücke über Wasserlauf | 630,8                                                      | Sieg                                               | Sieg                                               |
| U-Bahn-Bahnübergang | 630,9                                                      | Siegstraße                                         | Siegstraße                                         |
| ehemaliger U-Bahn-Haltepunkt / Haltestelle | 631,1                                                      | Siegburg-Zange                                     | Siegburg-Zange                                     |
| U-Bahn-Verschwenkung von links (Strecke außer Betrieb) · U-Bahn-Verschwenkung von rechts |                                                            | (alte Trasse bis 2000)                             | (alte Trasse bis 2000)                             |
| U-Bahn-Bahnübergang (Strecke außer Betrieb) · U-Bahn-Bahnübergang | 631,1                                                      | Hohenzollernstraße                                 | Hohenzollernstraße                                 |
| U-Bahn-Strecke (außer Betrieb) · U-Bahn-Strecke (im Tunnel) | 631,2                                                      | Bahnhofstunnel Siegburg                            | Bahnhofstunnel Siegburg                            |
| U-Bahn-Strecke (außer Betrieb) · U-Bahn-Kopfbahnhof Streckenende (im Tunnel) | 631,3                                                      | Siegburg Bahnhof 66                                | Siegburg Bahnhof 66                                |
| U-Bahn-Kreuzung mit Eisenbahn geradeaus unten (Strecke geradeaus außer Betrieb) · Bahnhof mit S-Bahn-Halt quer |                                                            | Siegstrecke und SFS von Frankfurt                  | Siegstrecke und SFS von Frankfurt                  |
| |                                                            |                                                    |                                                    |
| U-Bahn-Strecke nach links (außer Betrieb) · U-Bahn-Kopfbahnhof Streckenende und quer (Strecke außer Betrieb) |                                                            | Siegburg Bahnhof (am Bahnhofsvorplatz)             | Siegburg Bahnhof (am Bahnhofsvorplatz)             |

Die Siegburger Bahn ist der Streckenabschnitt der Bonner Stadtbahn vom Bonner Hauptbahnhof nach Siegburg zum Bahnhof Siegburg/Bonn. Die Linie 66 verkehrt werktags im 10-Minuten-Takt, abends und an Wochenenden viertelstündlich und nächtens einmal die Stunde. Die Fahrzeit von Bonn Hbf bis zum Bahnhof Siegburg/Bonn beträgt 25 Minuten.
Die Siegburger Bahn gehört den Elektrischen Bahnen der Stadt Bonn und des Rhein-Sieg-Kreises (SSB), die gesamte Betriebsführung obliegt jedoch seit 2004 der SWB Bus und Bahn (Tochter der Bonner Stadtwerke).

## Geschichte
Am 18. September 1910 erhielt die SSB die Konzession zum Bau und Betrieb einer Kleinbahn (Siegburger Bahn) zwischen Bonn und Siegburg für eine Dauer von 100 Jahren. Die Eröffnung der Strecke fand am 5. September 1911 statt. Die Endhaltestelle in Bonn befand sich anders als bei der zeitgleich gebauten Siebengebirgsbahn in der Brückenstraße (heute Berliner Freiheit) vor der damaligen Beethovenhalle nahe der Rheinbrücke. Der Endpunkt in Siegburg befand sich zunächst im Stadtteil Zange, bis am 21. Mai 1915 die Verlängerung bis zum Staatsbahnhof in Siegburg in Betrieb genommen wurde. Die zwischen Vilich und Siegburg errichteten Stationsgebäude, Bahnwärterhäuser und Wartehallen entstanden in einer einheitlichen Gestaltungsweise nach Plänen des bei dem ausgeschriebenen Wettbewerb zweitplatzierten Bonner Architekten Walter Frese unter Bauleitung des ebenfalls ortsansässigen Architekten Hermann Schmitt. 1924 wurde auch am Endpunkt in Bonn gegenüber der Beethovenhalle im Vorgarten des städtischen Gymnasiums (Oberrealschule) eine Wartehalle errichtet.
Während des Zweiten Weltkrieges erlitt die Bahn erhebliche Schäden. So waren unter anderem die Brücken über den Rhein und die Sieg von den deutschen Truppen gesprengt worden. Der Wiederaufbau der Brücke über die Sieg wurde im Dezember 1946 und der Brücke über den Rhein erst am 12. November 1949 beendet. In Bonn endete die Strecke seither in der früheren Kreuzstraße am Rande des und ab 1951 direkt auf dem zum Verkehrsplatz ausgebauten neuen Bertha-von-Suttner-Platz.
Die ursprünglich zwischen Vilich und Siegburg eingleisige Strecke wurde 1953 bis Hangelar zweigleisig ausgebaut. Im Jahre 1960 wurde die Strecke zusammen mit der Siebengebirgsbahn zur Straßenbahn umkonzessioniert, um Kosten zu sparen. Das zweite Gleis wurde 1967/68 bis Sankt Augustin-Mülldorf und im August 1980 über die neue Siegbrücke verlängert. Während des Stadtbahnbaus wurde ab Dezember 1975 in der Haltestelle Landgericht, kurz darauf in der neuen Haltestelle Stadthaus gewendet. Ab September 1973 kamen auf der Strecke erstmals testweise und vorübergehend auch auf Zusatzkursen im Fahrgastbetrieb Stadtbahnwagen B zum Einsatz, die aber erst im August 1976 weitgehend auf der nunmehrigen Stadtbahnlinie S (heute Linie 66) den Verkehr übernahmen. Nach der Eröffnung des U-Bahnhofs Hauptbahnhof und der zu diesem führenden Zulaufstrecke der Linien S und H am 21. April 1979 wurde sie in den Stammstreckentunnel eingefädelt und bis in die Rheinaue verlängert.
Im Zuge des Neubaus der Siegbrücke für die Stadtbahn wurde die Strecke 1980 zwischen Sankt Augustin-Mülldorf und Siegburg-Zange zweigleisig neu trassiert und dabei die Haltestelle Siegburg-Zange um über 100 m von der Siegstraße nach Osten verlegt. Mit der Fertigstellung der Bonner Südbrücke im Jahr 1981 wurde die Stadtbahnlinie S verlängert, sie endete nun nach einer weiteren Querung des Rheines in Ramersdorf an der Siebengebirgsbahn. Teile der alten Oberleitung blieben noch bis in die 1980er-Jahre erhalten.
In Siegburg wurde die Strecke ab 1998 verlegt und dabei verkürzt: Nun vollständig zweigleisig, endet die zuvor gemeinsam mit der Bonner Straße unter der Eisenbahnbrücke geführte Verbindung seit 2000 im Untergeschoss des neugebauten Siegburger Bahnhofs an der Ende 2002 eröffneten Schnellfahrstrecke Köln–Rhein/Main. Die Haltestelle Siegburg-Zange entfiel im Zuge der Streckenverlegung aufgrund ihrer Nähe zur neuen Endhaltestelle. Durch den ICE-Halt Siegburg gab es einen deutlichen Bedeutungszuwachs, da nun Bonn mit einem zweiten Fernbahnhof verbunden ist.
Wegen der höheren Frequentierung wurde der Takt im Jahr 2004 abends und an den Wochenenden verdichtet. Im Rahmen des Gesamtprojektes Umbau und Beschleunigung der Linie 66 zwischen Bonn Hauptbahnhof und Siegburg Bahnhof wurden die Fahrleitung in Beuel Mitte der 2000er-Jahre erneuert und bis dahin auch die meisten Haltestellen barrierefrei umgebaut (außer Vilich erst provisorisch 2012 und Stadthaus 2014–15). Auf der Kennedybrücke erhielt die Stadtbahn im Zuge der Sanierung und Verbreiterung Ende August 2010 einen besonderen Bahnkörper zwischen den Fahrstreifen.
Seit dem Fahrplanwechsel zum 15. Dezember 2013 wird auf der Strecke zwischen dem Bonner Hauptbahnhof und dem Siegburger Bahnhof am Wochenende nachts ein durchgehender Stundentakt angeboten.

## Streckenverlauf

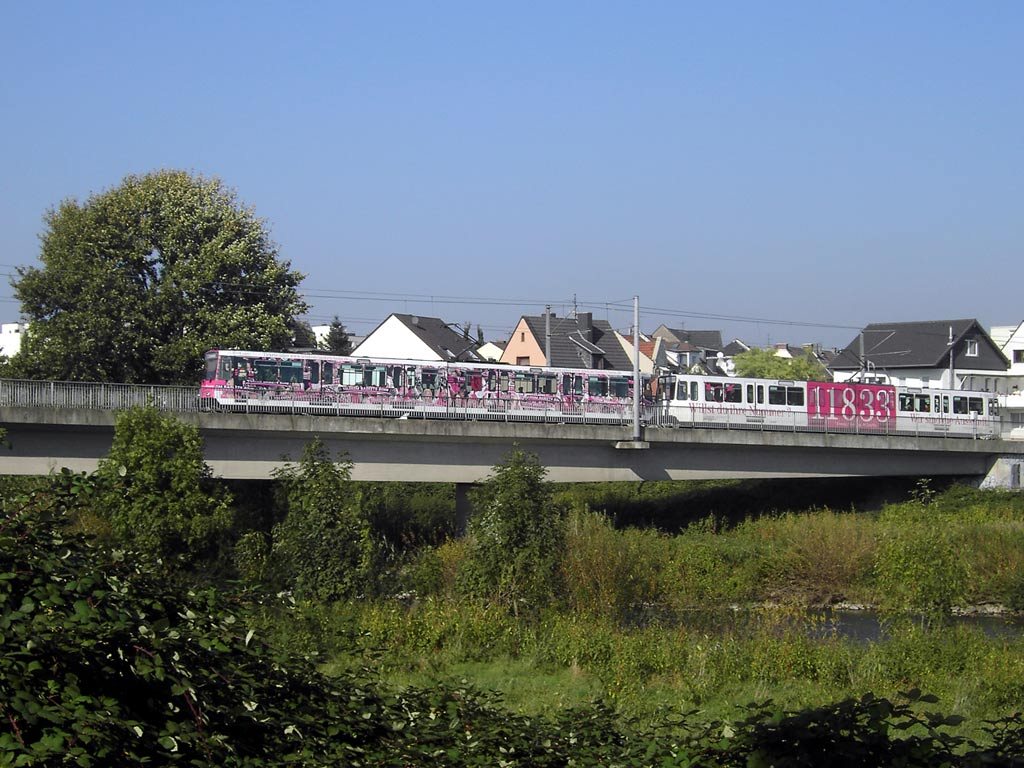
Brücke über die Sieg

Von den Innengleisen des Hauptbahnhofs verläuft die Strecke ca. 800 m unterirdisch zum Alten Friedhof, bevor sie mit einer Rampe am Stadthaus an die Oberfläche tritt. Direkt hinter der Haltestelle trifft sie auf die Straßenbahnstrecke aus der Thomas-Mann-Straße. Wenige Meter weiter ist die Straßenbahnstrecke aus der Wilhelmstraße durch ein Gleisdreieck angeschlossen. Auf einer ÖPNV-Spur folgt die Strecke der Oxfordstraße, über den Bertha-von-Suttner-Platz und die Berliner Freiheit, bevor sie auf der Kennedybrücke den Rhein überquert. Am Konrad-Adenauer-Platz zweigt die Straßenbahn-Strecke zum Beueler Bahnhof ab, die Siegburger Bahn folgt der Sankt Augustiner Straße (B 56) weiterhin auf einem eigenen Gleiskörper, den sie mit Ausnahme einer etwa 200 Meter langen Engstelle zwischen Combahnstraße und Kreuzstraße bis zum Ende beibehält. Hinter der Haltestelle Adelheidisstraße wechselt die Strecke aus der Straßenmitte in Seitenlage. Im weiteren Verlauf bleibt die Strecke weitgehend parallel zur Bundesstraße.  Die rechte Rheinstrecke und die Bundesautobahn 59 werden mit Brücken überquert, die jeweils nur wenige Meter von denen der Bundesstraße entfernt sind. Nach der Haltestelle Sankt Augustin Mülldorf steigt die Strecke auf einen Damm, bevor sie die Bundesautobahn 560 und die Sieg überquert. Hinter der Siegbrücke windet sich die Strecke in mehreren Kurven durch den Siegburger Ortsteil Zange, bevor sie im Tiefgeschoss des Bahnhofs endet.

## Stationen

### Stadthaus

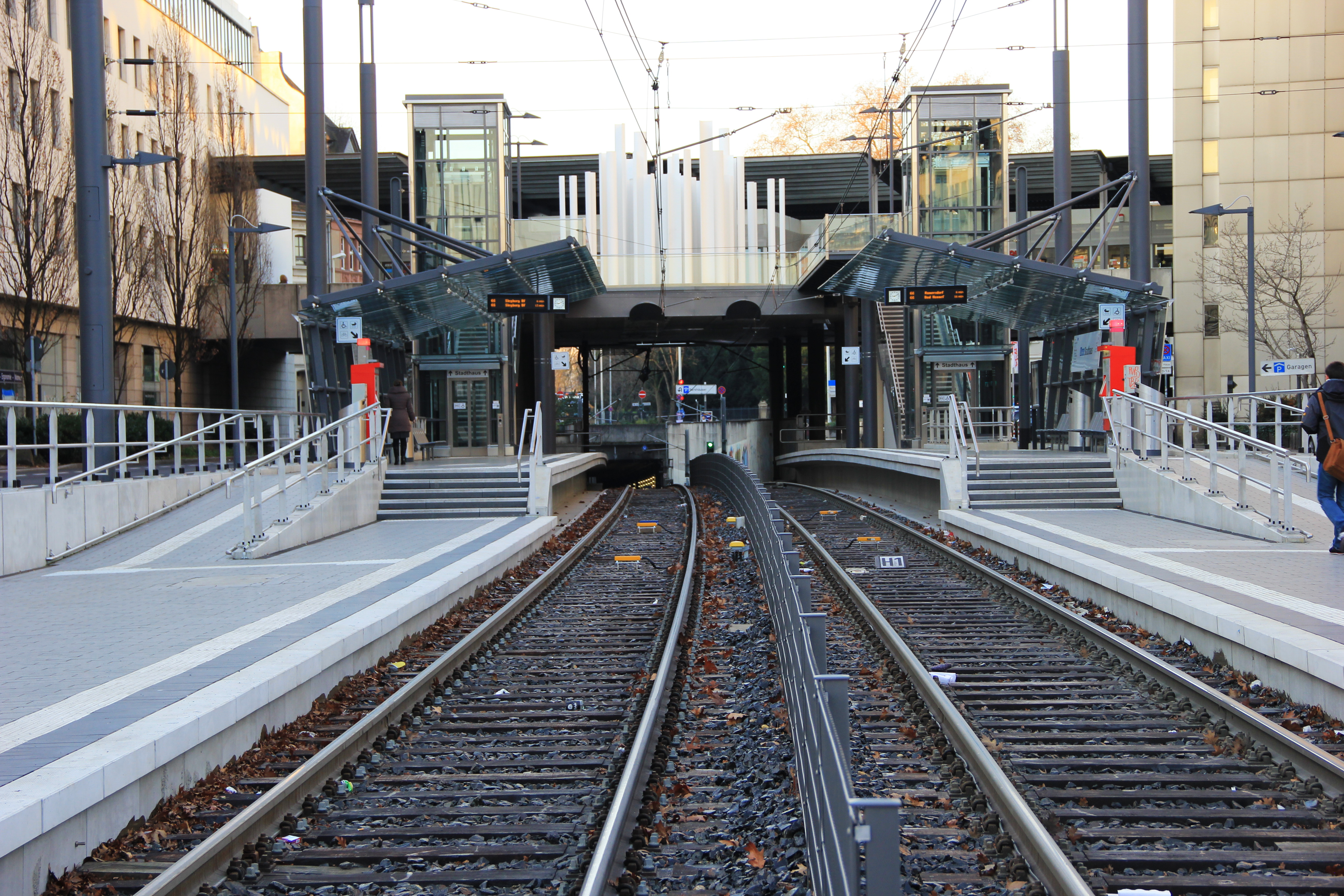
Haltestelle Stadthaus (2015)

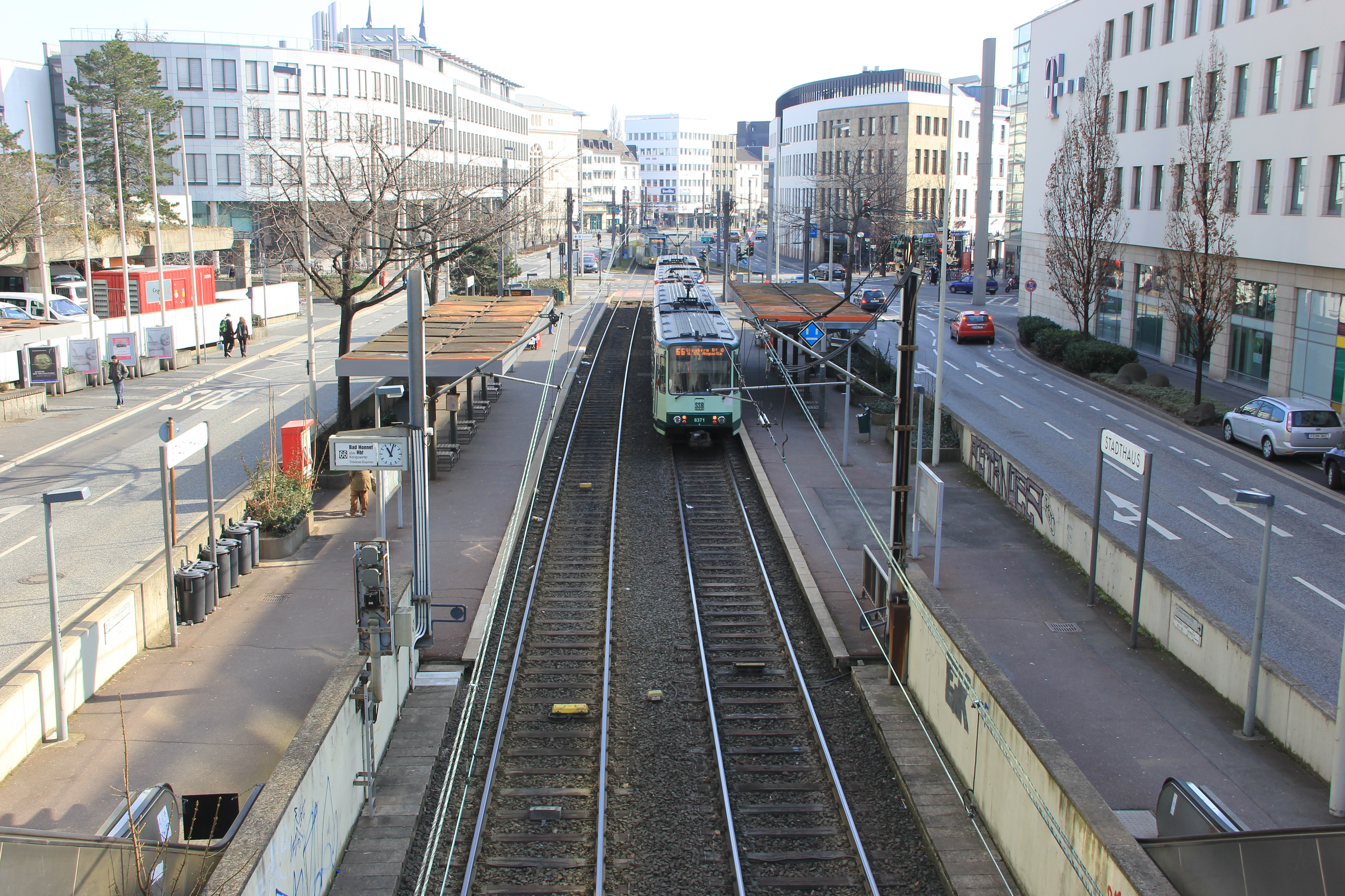
Haltestelle Stadthaus, Situation vor dem Umbau (2013)

Die Haltestelle Stadthaus liegt am Fuß des von 1973 bis 1977 erbauten neuen Stadthauses und entstand als Teil der Zulaufstrecke der damaligen Linien S und H zum neuen U-Bahnhof Hauptbahnhof, wurde allerdings noch vor diesem 1976 eröffnet. Der Zugang am westlichen Ende überquert die Gleise und die Straße „Am Alten Friedhof“ mit einer Brücke, die in der Zwischenebene des Stadthauses endet, auf der sich der Haupteingang und das Bürgeramt befinden. Die Haltestelle selbst war schlicht gestaltet, lediglich mit Pilzdächern als Wetterschutz; der Flachbahnsteig war durch Sichtbetonwände von der Fahrbahn getrennt. Von Anfang September 2014 – Vorarbeiten hatten bereits im Frühjahr begonnen – bis Anfang November 2015 wurde die Stadtbahn-Haltestelle bei Kosten von sechs Millionen Euro barrierefrei ausgebaut, indem sie mit zwei Aufzügen ausgestattet und nach Abbruch des vorhandenen Bahnsteigs in einen Hochbahnsteig für Stadtbahnwagen sowie einen Flachbahnsteig als Ersatzhalt für Straßenbahnwagen unterteilt wurde. Als neue Überdachung dient eine Glas-Stahl-Konstruktion. Zugleich wurde vom Bahnsteig in Fahrtrichtung Hauptbahnhof ein ampelgesteuerter Zugang über den damaligen City-Ring zur ebenfalls erneuerten Bushaltestelle am Stadthaus geschaffen.
Wenige Meter östlich der Haltestelle befand sich zwischen der Einmündung der Dottendorfer und der Auerberger Strecke von März 1967 bis Sommer 1992 die Haltestelle Landgericht, die über unterirdische Zugänge verfügte. Da haltende Straßenbahnen regelmäßig für Wartezeiten und verpasste Ampelphasen auf der Stadtbahnstrecke sorgten, wurde die Haltestelle aufgegeben und durch die Straßenbahnhaltestelle Stadthaus ersetzt, die sich in der Thomas-Mann-Straße befindet und von der gleichnamigen Stadtbahnhaltestelle etwa ebensoweit entfernt ist wie die alte Haltestelle Landgericht. Beide Haltestellen sind über die mit Rolltreppen ausgestattete „Stadthaus-Passage“ in der Loggia am Stadthaus miteinander verbunden.

### Bertha-von-Suttner-Platz/Beethovenhaus

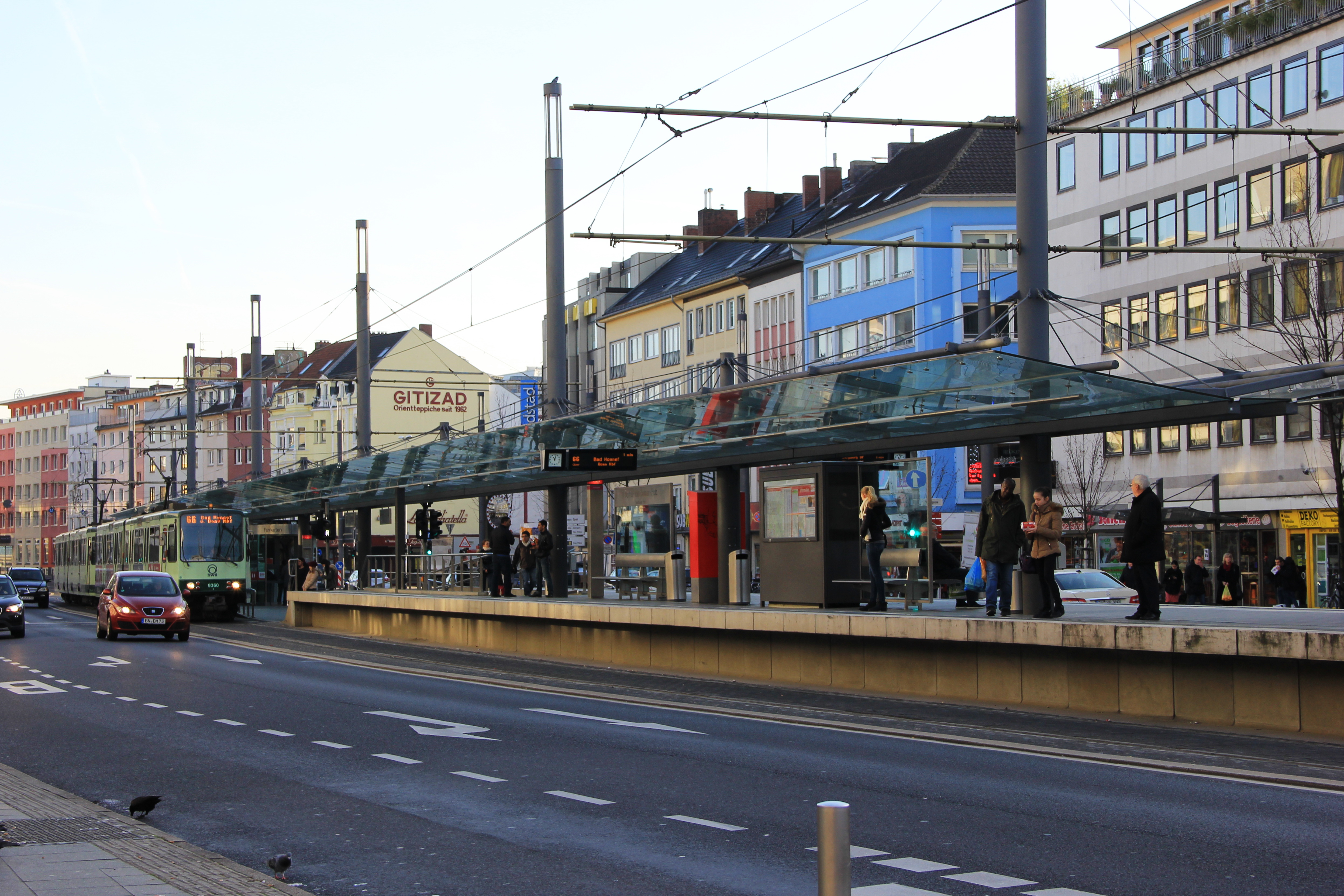
Bertha-von-Suttner-Platz/
Beethovenhaus, 2015

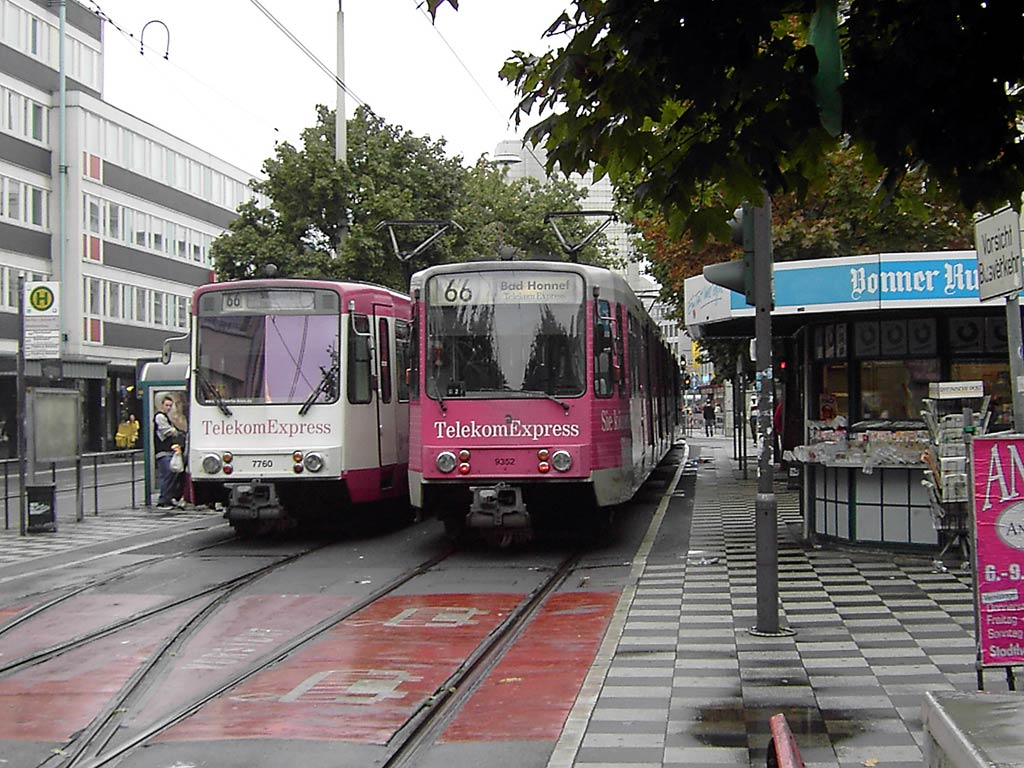
Bertha-von-Suttner-Platz/
Beethovenhaus (Situation vor dem Umbau), 2005

Der Bertha-von-Suttner-Platz ist als Kreuzung der Bundesstraßen B 9 und B 56 am Ende der Rampe zur Kennedybrücke einer der wichtigsten Verkehrsknoten in Bonn. Von 1951 bis in die 1970er-Jahre war er westlicher Endpunkt der Siegburger Bahn. Die Haltestelle wird täglich von rund 20.000 Fahrgästen frequentiert, neben den vier Bahnlinien halten dort auch 14 Buslinien.
Von Oktober 2005 bis September 2006 wurde die Haltestelle einschließlich der Bushaltestellen komplett umgebaut, dabei wurden die Gleise auseinandergezogen und zwei hintereinander liegende Mittelbahnsteige errichtet: ein 90 Zentimeter hoher Bahnsteig für Stadtbahnwagen und ein Flachbahnsteig für Niederflurstraßenbahnen. Des Weiteren erhielt die Haltestelle ein neues, 100 m langes Glasdach. Sie war die erste kombinierte Stadtbahn- und Straßenbahnhaltestelle in Bonn, die ganz an die unterschiedlichen Einstiegshöhen der beiden Verkehrsmittel angepasst ist. Auf dem Flachbahnsteig wurde zudem ein Kiosk mit Fahrkartenverkauf (seit 2013 von der SWB betrieben) als Ersatz für den abgebrochenen Vorgängerbau errichtet. Der Umbau war Teil des Gesamtprojektes, das die Linie 66 zwischen Bonn und Siegburg beschleunigen sollte.

### Konrad-Adenauer-Platz

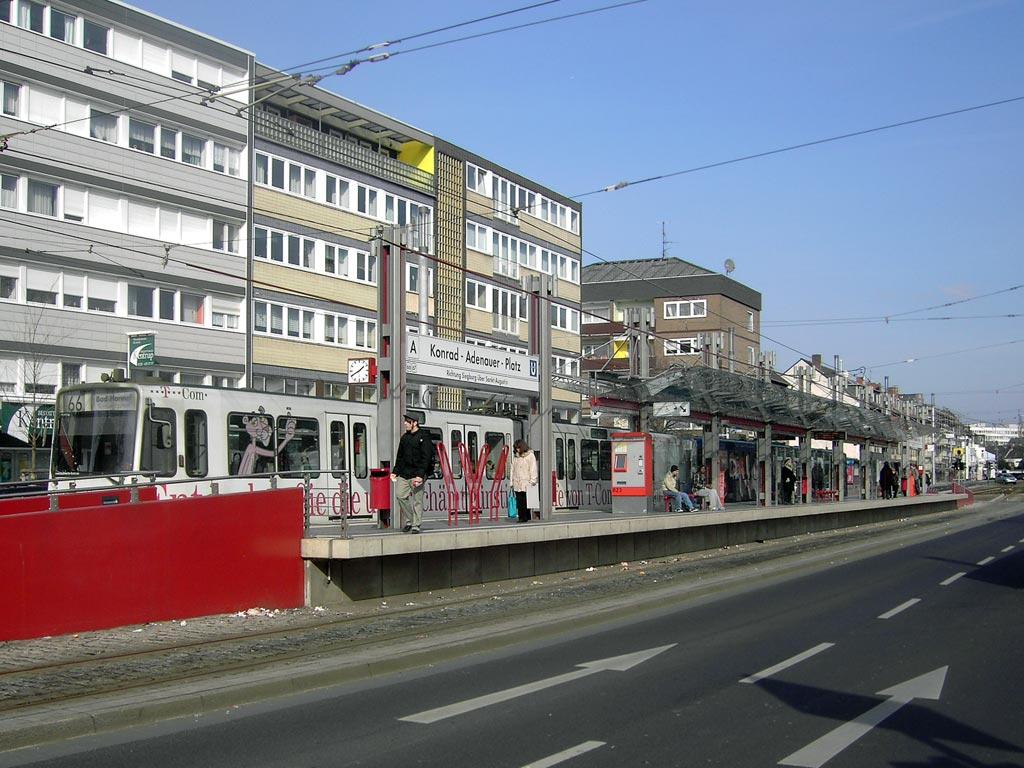
Konrad-Adenauer-Platz

Der Konrad-Adenauer-Platz bildet das Beueler Ende der Kennedybrücke. Die Haltestelle befand sich lange Jahre vor der Verzweigung der Siegburger- und der Siebengebirgsbahn. Wegen der beengten Platzverhältnisse und der unterschiedlichen Fahrzeuge von Stadtbahn- und Straßenbahnlinien war ein barrierefreier Ausbau lange Zeit nicht möglich. Im Januar 2004 wurde die bisherige Haltestelle aufgegeben und durch zwei wenig entfernte neue Haltestellen in der Sankt Augustiner Straße und der Friedrich-Breuer-Straße ersetzt. Beide neuen Haltestellen sind als Mittelbahnsteige ausgeführt – erstere als Hoch-, letztere als Flachbahnsteig. Der Ausbau wurde im Rahmen des Gesamtprojektes zur Beschleunigung der Linie 66 zwischen Bonn und Siegburg vorgenommen.

### Adelheidisstraße

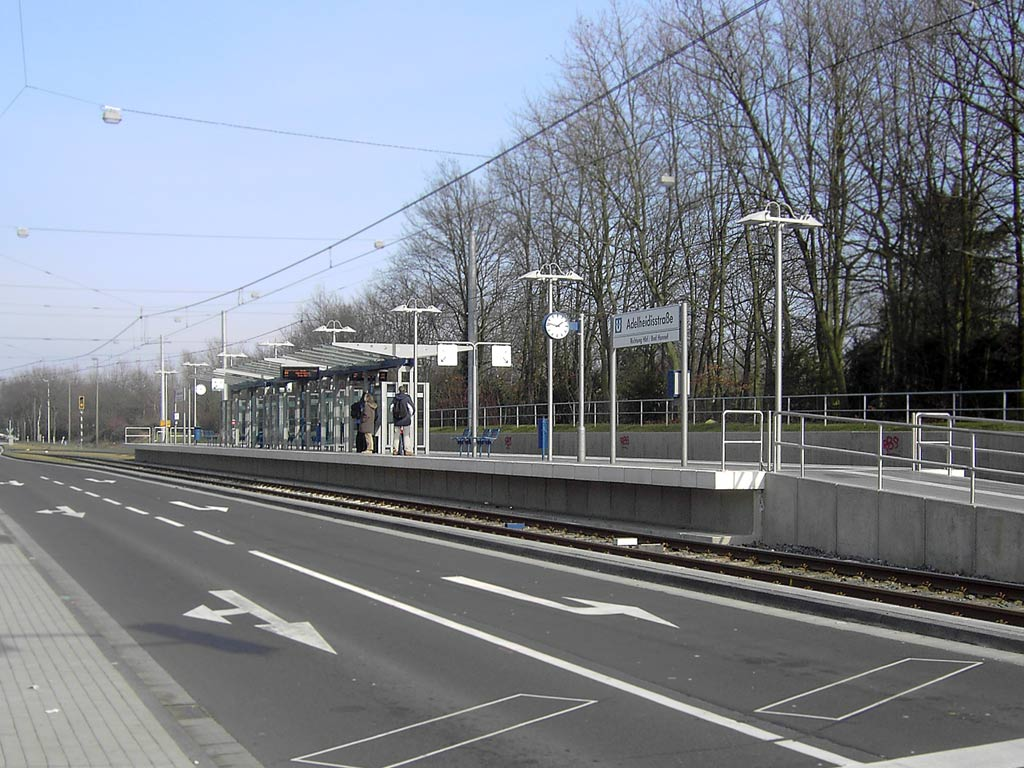
Adelheidisstraße

Die am 10. Februar 1975 in Betrieb genommene Haltestelle Adelheidisstraße liegt auf Höhe des Beueler Friedhofs in der Sankt Augustiner Straße am Übergang der straßenbündigen Strecke auf den eigenen Gleiskörper nördlich der B 56. Lange Zeit hielt die Stadtbahn in beiden Fahrtrichtungen jeweils vor der Kreuzung in der Straßenmitte. Der Verkehr auf der äußeren Fahrspur wurde mit gesonderten Ampeln angehalten, während die Fahrgäste über Klappstufen und Schiebetritte ein- und ausstiegen. Ein barrierefreier Ausbau erschien wegen der Platzverhältnisse zu schwierig.
Schließlich wurde die Trasse der Sankt Augustiner Straße 2005 stadtauswärts der Kreuzung mit Stützwänden aufgeweitet, um Platz für einen Hochbahnsteig in Mittellage zu schaffen, der ähnlich dem am Konrad-Adenauer-Platz gestaltet wurde. Gleichzeitig erhielt die Siegburger Bahn ab der Kreuzung Niederkasseler Straße einen eigenen Bahnkörper in Straßenmitte. Die Ausfädelung aus der B 56 wurde zusätzlich durch eine Schranke gesichert. Mittlerweile trägt die Haltestelle aufgrund des nahegelegenen Hauptsitzes einer Bundesoberbehörde den Namenszusatz Bundeszentralamt für Steuern.

### Vilich

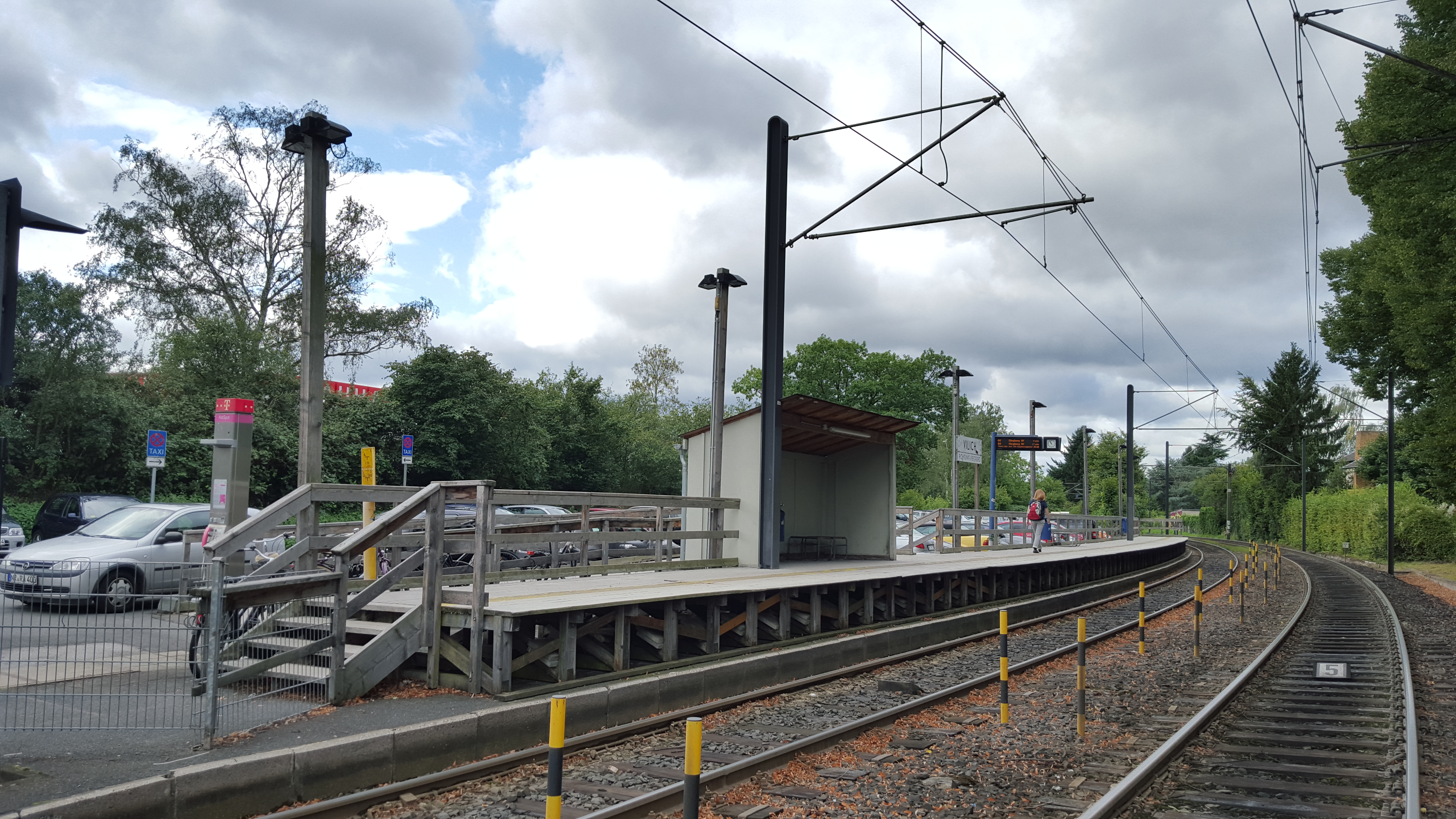
Vilich (Zustand nach dem provisorischen Umbau, 2015)

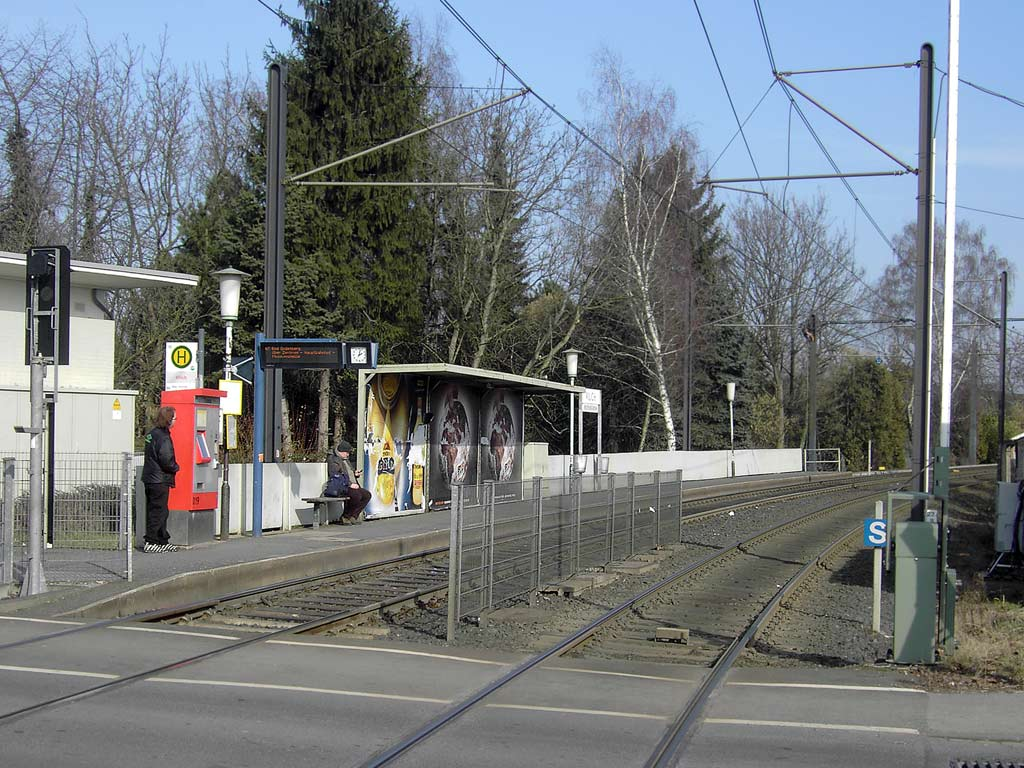
Vilich (Zustand vor dem Umbau)

Die Haltestelle Vilich liegt an der Kreuzung der Strecke mit der Gartenstraße und gehört zu den bereits 1911 bei der Eröffnung vorhandenen Haltepunkten. Sie erhielt nachträglich 1912 ein kleines Stationsgebäude. 1993 wurde ein Park&Ride-Parkplatz angelegt. Die Haltestelle war ab 2012 mit provisorischen Hochbahnsteigen aus Holz und Wetterschutz aus Blech sehr einfach ausgestattet, da der derzeitige Standort in mittlerer Zukunft aufgegeben werden und die Haltestelle 200 Meter weiter stadtauswärts verlegt werden soll; im Frühjahr 2020 wurde die Haltestelle abermals provisorisch mit Stahlbetonfertigteilen und Erdaufschüttungen neugebaut. Die Haltestelle ist mit dem angrenzenden Parkplatz für Park&Ride ausgewiesen.
Die neue Haltestelle Vilich soll 2026 in Betrieb gehen und als Kreuzungsbauwerk genau über der heutigen DB-Strecke liegen. Über Treppen und Aufzüge gelangt man dann nach unten zum neuen S-Bahn-Bahnsteig der DB mit zwei separaten S-Bahn-Gleisen. Von dort aus ist es dann möglich, mit der S13 Richtung Bonn-Beuel bzw. Troisdorf/Köln (via Flughafen) zu fahren. Der erste Spatenstich und damit Baubeginn fand am 29. November 2016 statt.

### Vilich-Müldorf

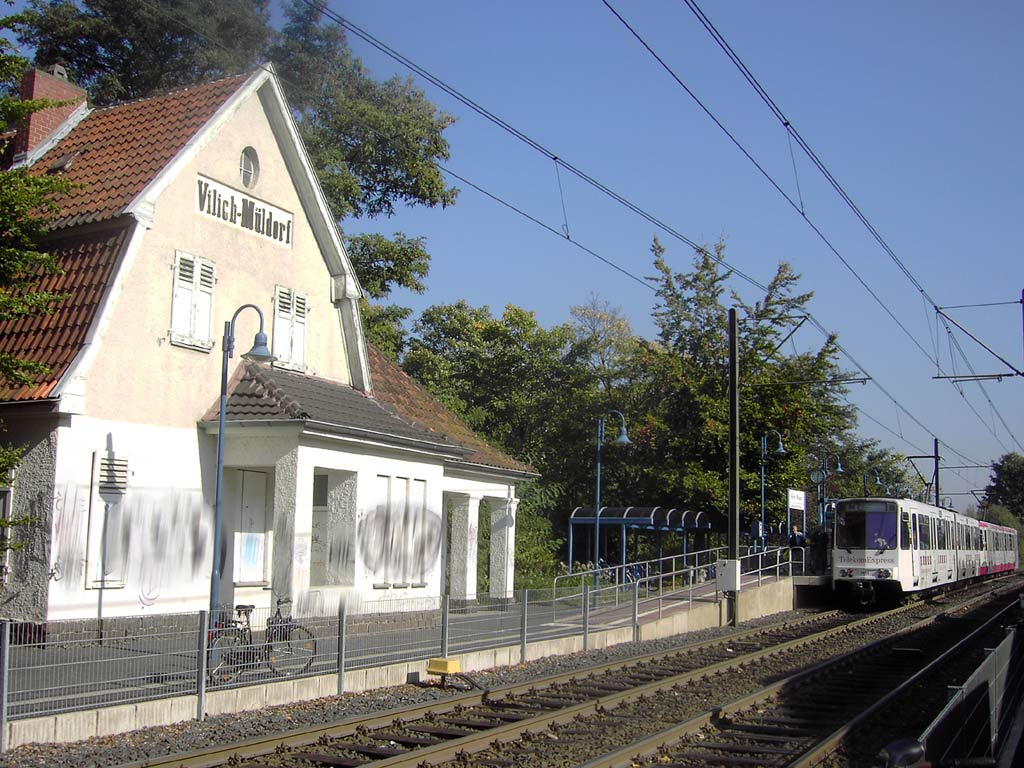
Vilich-Müldorf

Die Haltestelle Vilich-Müldorf gehört ebenfalls zu den Halten, die bereits bei der Streckeneröffnung vorhanden waren, wovon auch das noch heute erhaltene Bahnhofsgebäude zeugt. Von April 1999 bis Februar 2000 wurden stadtauswärts des Empfangsgebäudes neue Hochbahnsteige errichtet.

### Hangelar West
Die Haltestelle Hangelar West wurde 1961 am westlichen Ortsrand von Hangelar eingerichtet und als eine der ersten an der Strecke 1988/89 mit Hochbahnsteigen ausgestattet.

### Hangelar Mitte

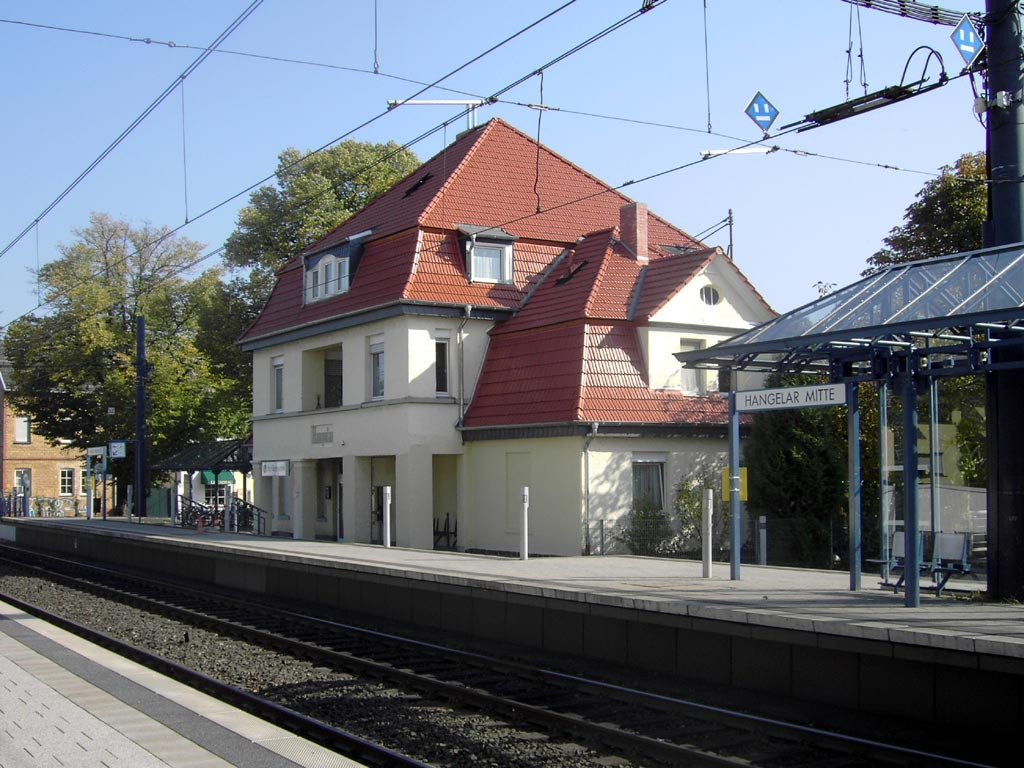
Hangelar Mitte

Die Haltestelle Hangelar Mitte besteht als Bahnhof Hangelar seit Eröffnung der Siegburger Bahn. Der Bahnhof war für den Betriebsablauf als planmäßige Ausweichstelle von erheblicher Bedeutung, weshalb er mit erfahrenem Personal besetzt wurde, für das ein Bahnhofsgebäude errichtet wurde, das groß genug war, um zwei Wohnungen aufzunehmen. Es ist heute das letzte frühere Empfangsgebäude an den beiden Bahnstrecken der SSB, das noch über einen Hausbahnsteig verfügt. Der heutige Hochbahnsteig wurde im Dezember 1995 in Betrieb genommen.

### Hangelar Ost

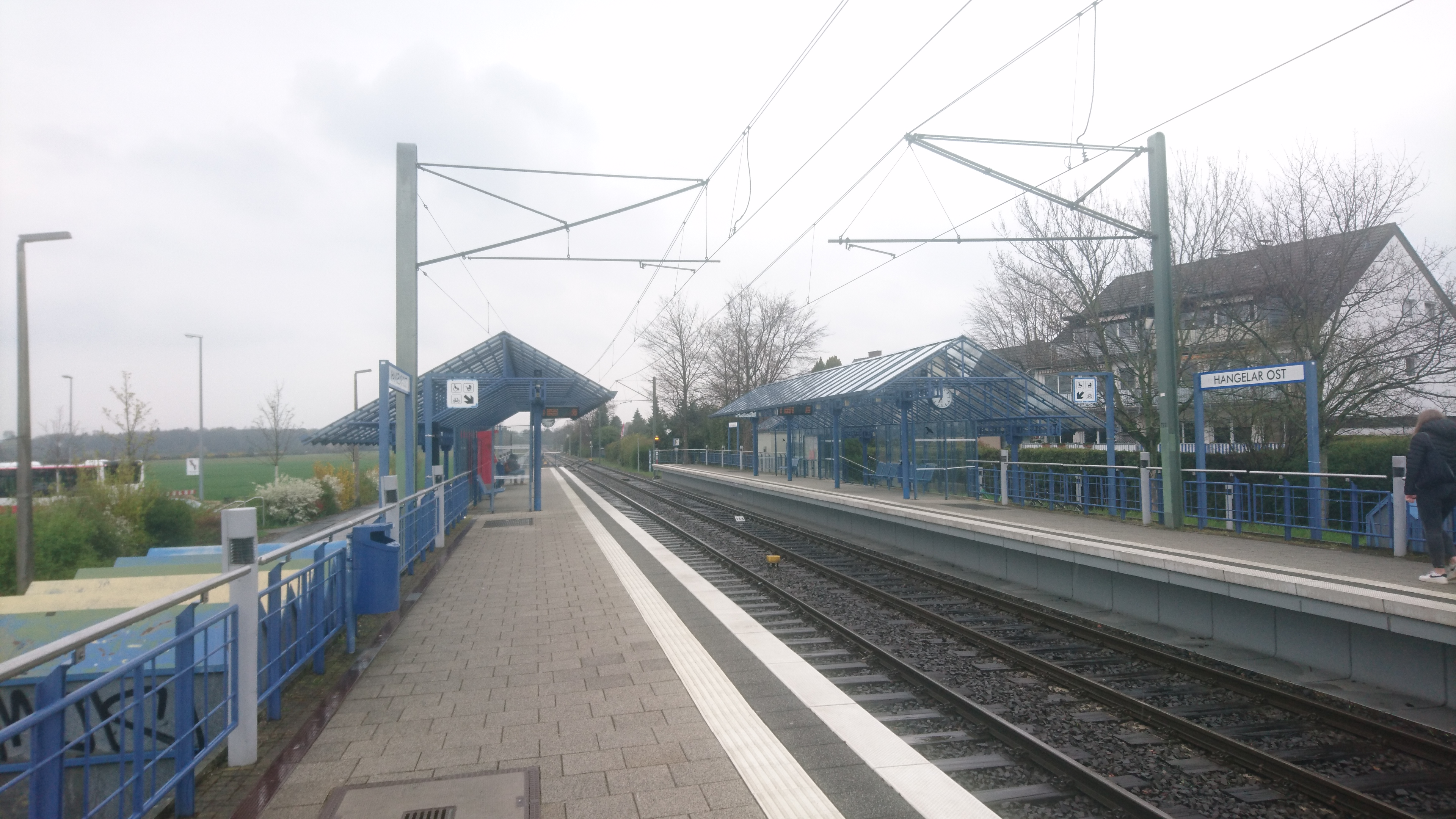
Hangelar Ost

Die Haltestelle Hangelar Ost wurde nach Abschluss des zweigleisigen Ausbaus von 1967/68 am östlichen Ortsrand von Hangelar in der Nähe des Flugplatzes eingerichtet und am 31. Mai 1970 in Betrieb genommen. Seit Oktober 1996 besitzt sie einen Hochbahnsteig. 2010 kam ein Park&Ride-Parkplatz hinzu.

### Sankt Augustin Ort

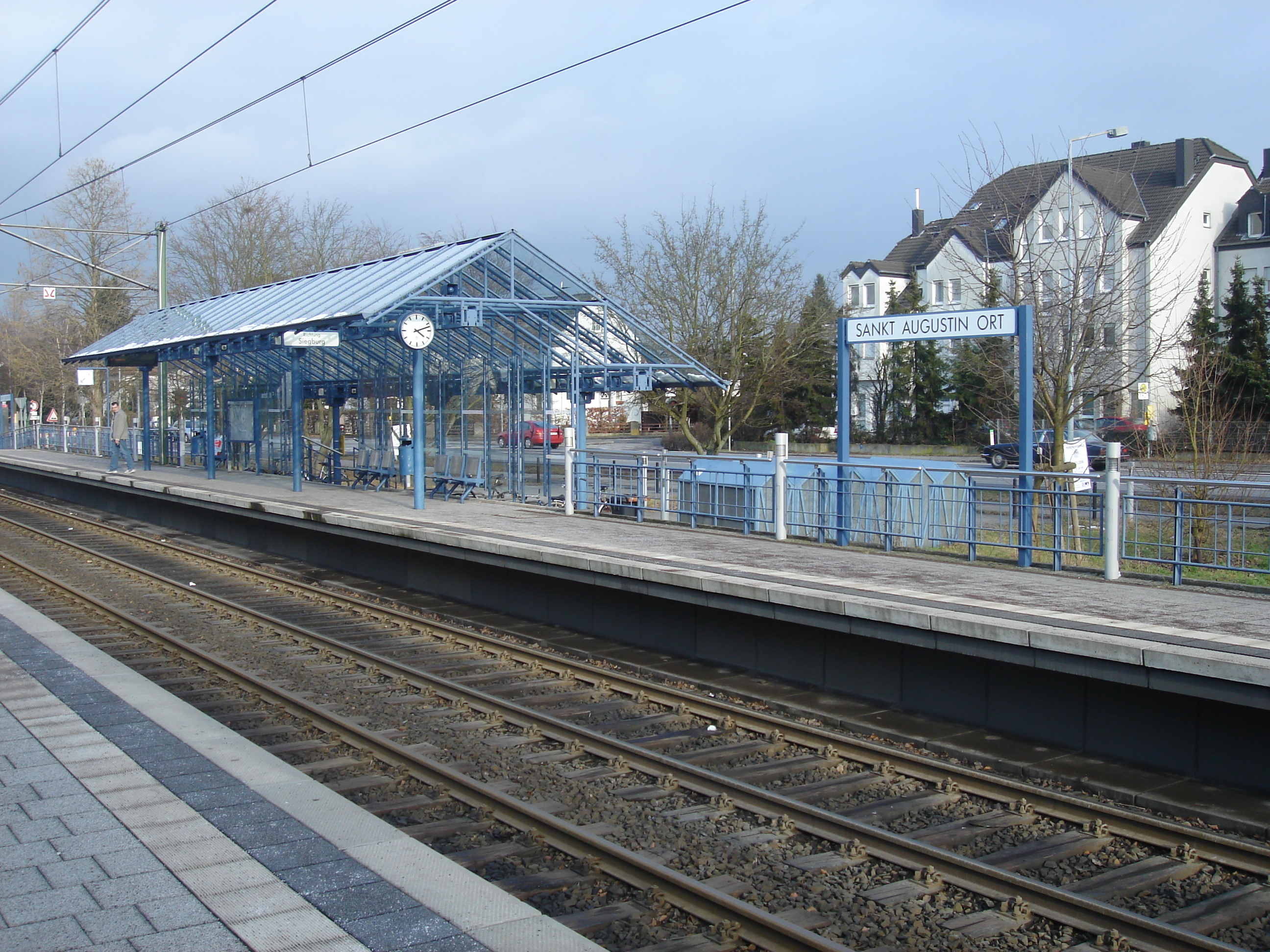
Sankt Augustin Ort

Die Haltestelle Sankt Augustin Ort wurde 1963 unter dem Namen Altersheim eingerichtet und am 25. September 1994 umbenannt, im Dezember 1995 wurde der Aufbau von zwei versetzten flachen Bahnsteigen zu nebeneinanderliegenden Hochbahnsteigen verändert. Sie verfügt über einen beschrankten Bahnübergang, Fahrradboxen und eine Bushaltestelle.

### Sankt Augustin Kloster
Die heutige Haltestelle Sankt Augustin Kloster bestand unter dem Namen Niederpleis-Menden bereits bei der Eröffnung der Siegburger Bahn, sie lag damals an einer kleinen Ortschaft, die aus einem Gasthaus und ein paar wenigen Wohnhäusern bestand, aus der sich der heutige Stadtteil Sankt Augustin-Ort entwickelte. Am 28. August 1930 wurde sie nach dem Missionshaus St. Augustin der Steyler Missionare in St. Augustin umbenannt. Ihren heutigen Namen erhielt sie 1991/92, um eine Unterscheidung von den anderen Haltestellen im Stadtgebiet von Sankt Augustin zu ermöglichen. Im November 1998 wurde die von der Süd- auf die Nordseite der Arnold-Janssen-Straße verlegte Haltestelle nach einem barrierefreien Umbau mit Hochbahnsteigen neu in Betrieb genommen.

### Sankt Augustin Zentrum/Hochschule Bonn-Rhein-Sieg

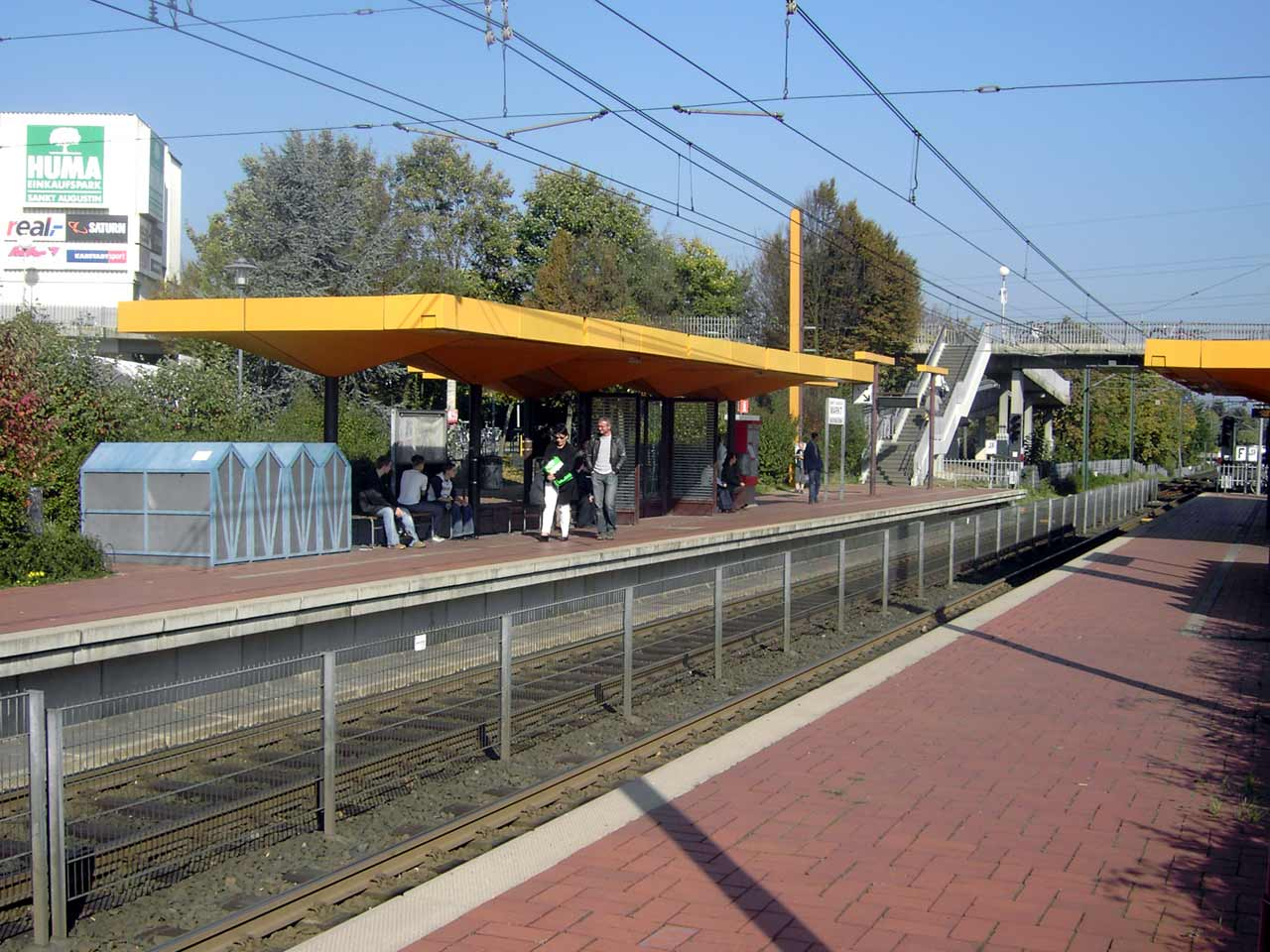
Sankt Augustin Markt (2006)

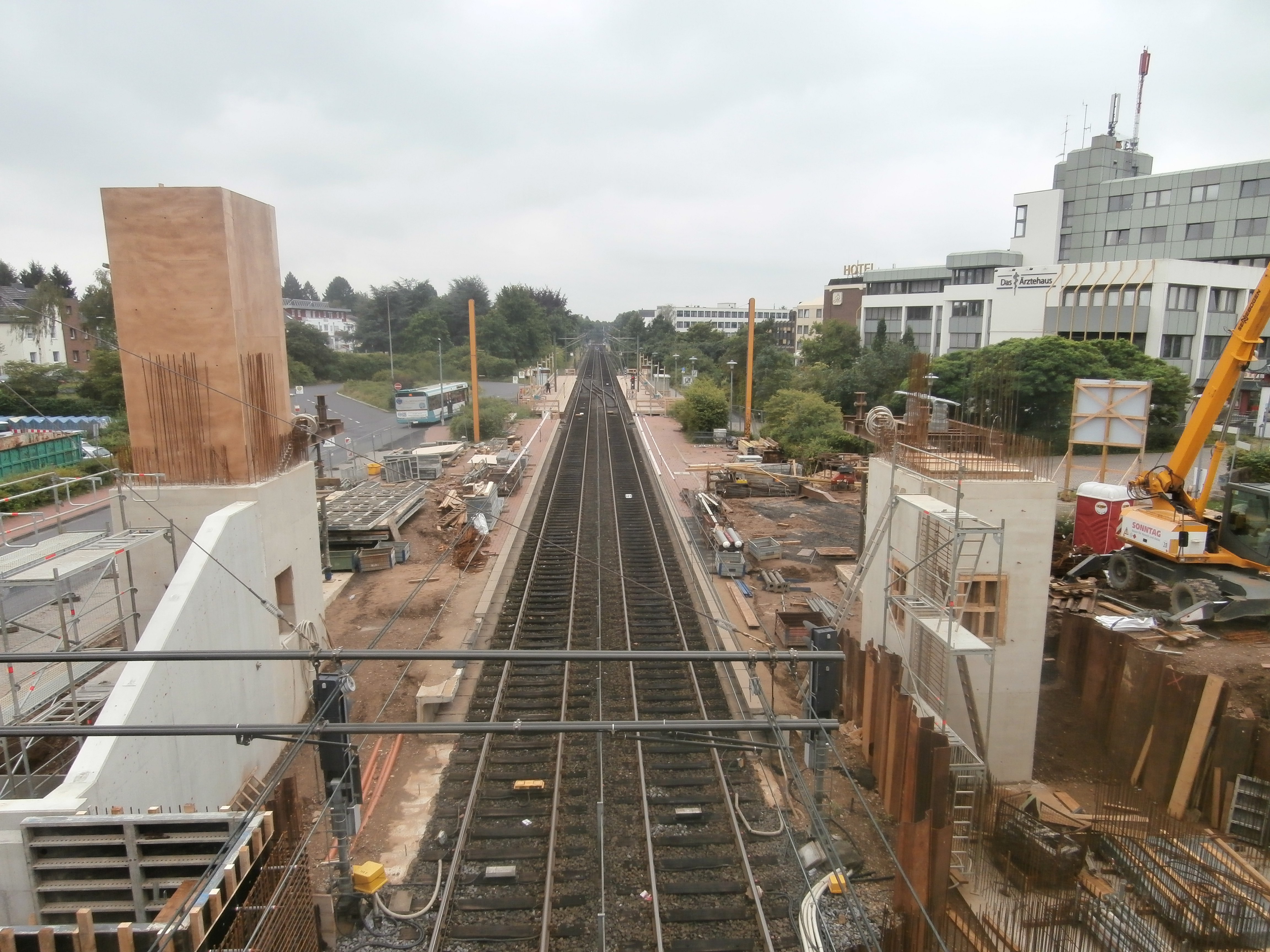
Umbau der Haltestelle (2014)

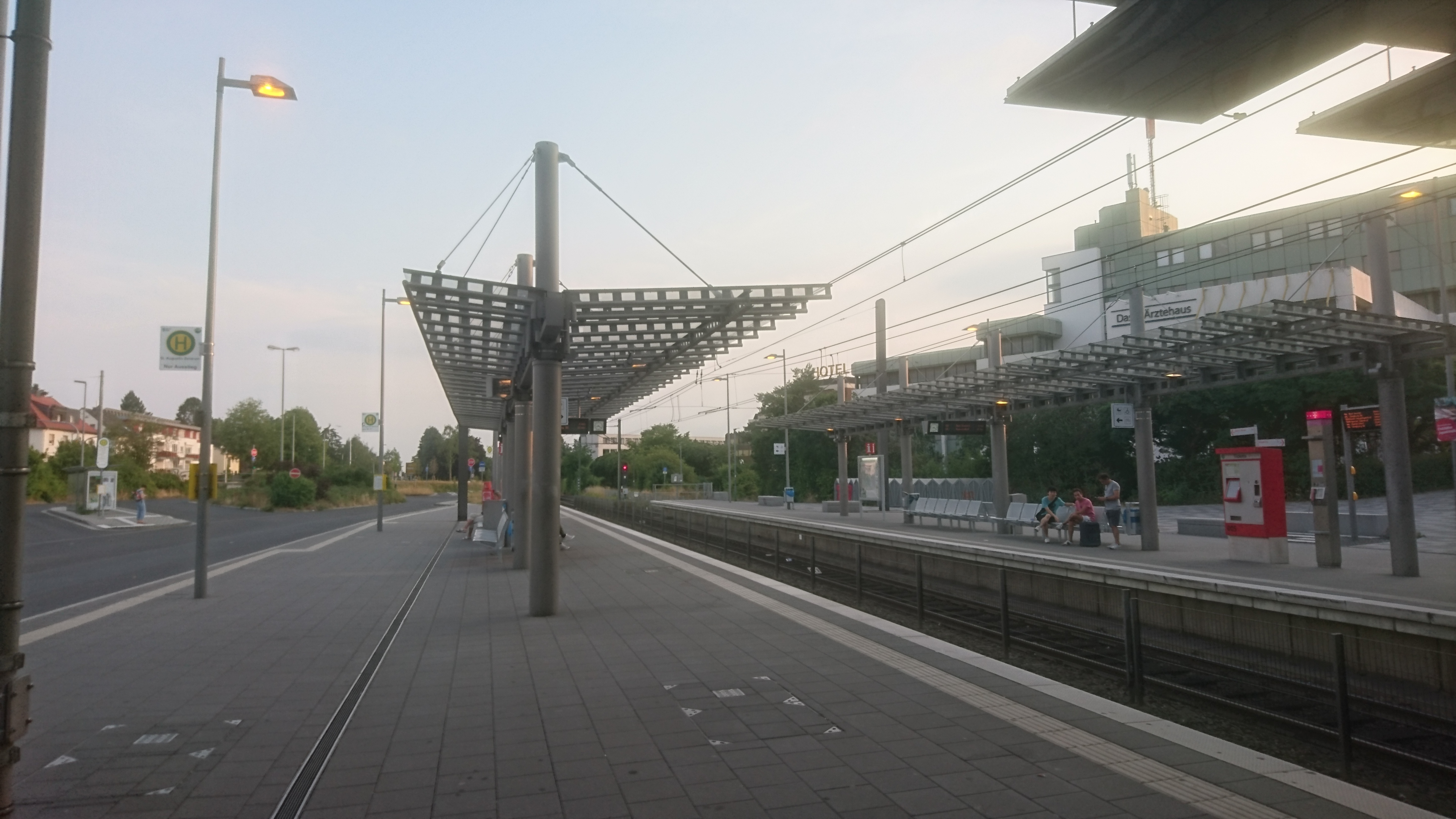
Sankt Augustin Zentrum nach Umbau (2019)

Vorgängerin der Haltestelle war die 1965/66 am damals neu erbauten Möbelhaus Tacke eingerichtete Haltestelle Siegburg-Mülldorf West. Die Gemeinde Siegburg-Mülldorf wurde durch die Gemeindereform 1969 Teil der neugegründeten Gemeinde Sankt Augustin und die Haltestelle entsprechend umbenannt. Aufgrund des Neubaus des 1977 eröffneten HUMA-Einkaufszentrum wurde sie durch die am 16. Mai 1977 in Betrieb genommene Haltestelle Sankt Augustin Markt ersetzt. Diese wurde 1987/88 mit Hochbahnsteigen ausgestattet. Der abseitig gelegene Bahnsteig ist durch eine Fußgängerbrücke mit Radfahrerrampe mit diesem verbunden; bis zum Neubau des HUMA (ab 2013) endete er in dessen Obergeschoss. Die Haltestelle grenzt direkt an einen per Kombibahnsteig angebundenen Busbahnhof und ist aufgrund der Parkplätze des Zentrums für Park&Ride ausgewiesen.
Von Dezember 2013 bis Oktober 2015 wurde die Haltestelle im Zuge des Neubaus des HUMA-Einkaufszentrums bei Kosten von etwa 5 Millionen Euro barrierefrei umgebaut. Bei dem Umbau wurden die vorhandenen Bahnsteige abgebrochen und neugebaut sowie die bisherige Brücke über die Bahngleise durch eine neue, auch für Radfahrer geeignete und durch Aufzüge angeschlossene („Szentes-Brücke“) ersetzt. Die neue Bahnsteigüberdachung bildet eine Stahl-Glas-Konstruktion in Form eines Schmetterlingsdachs. Bereits zum Fahrplanwechsel am 14. Dezember 2014 wurde die Haltestelle in Sankt Augustin Zentrum/Hochschule Bonn-Rhein-Sieg umbenannt.

### Sankt Augustin Mülldorf

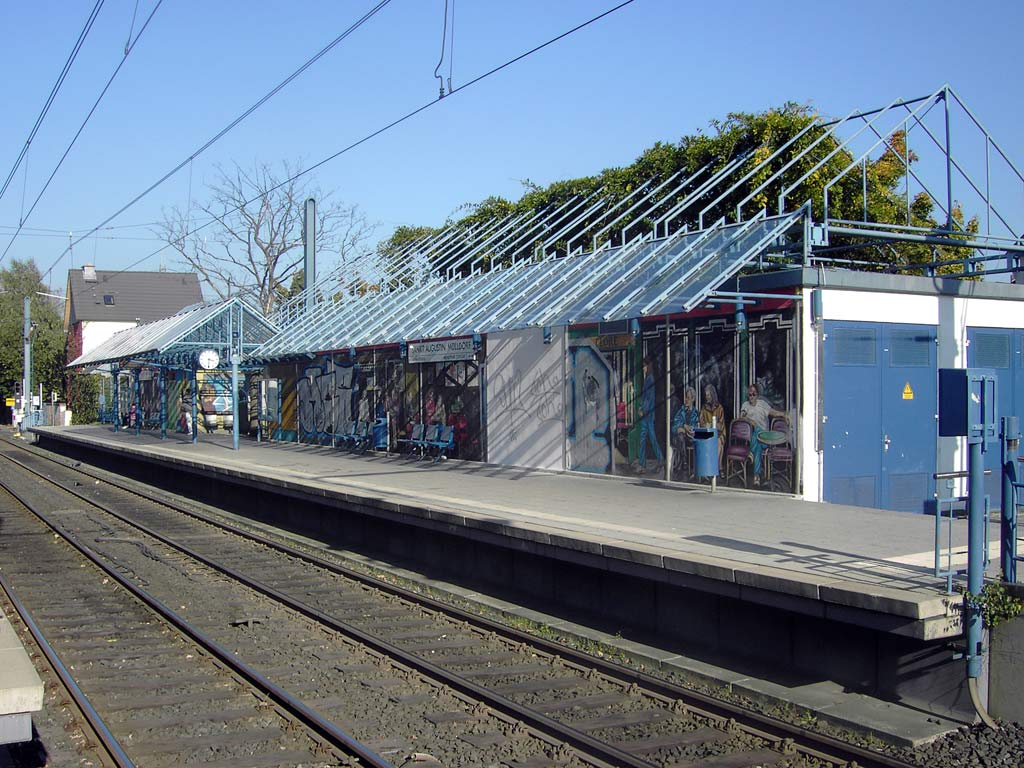
Sankt Augustin Mülldorf

Die Haltestelle Sankt Augustin Mülldorf gehört zum ursprünglichen Bestand der Siegburger Bahn, hieß ursprünglich allerdings Siegburg-Mülldorf. Sie erhielt nachträglich 1912 ein kleineres Stationsgebäude, das 1960 durch einen Zweckbau für ein neues Unterwerk ersetzt wurde. Die Haltestelle wurde nach einem Umbau im August 1992 barrierefrei mit Hochbahnsteigen neu in Betrieb genommen, als erste von zahlreichen Haltestellen im Netz der SSB in dieser Gestaltungsweise. Einige Technikräume wurden dabei in die Gestaltung einbezogen und erhielten optische Verlängerungen der Dachkonstruktion. Die zur Haltestelle gerichteten Wände wurden künstlerisch von Roger Suchy gestaltet, was sie lange Jahre vor Vandalismus bewahrte. Von August 2023 bis voraussichtlich Ende 2023 wird die Haltestelle saniert.

### Siegburg Bahnhof

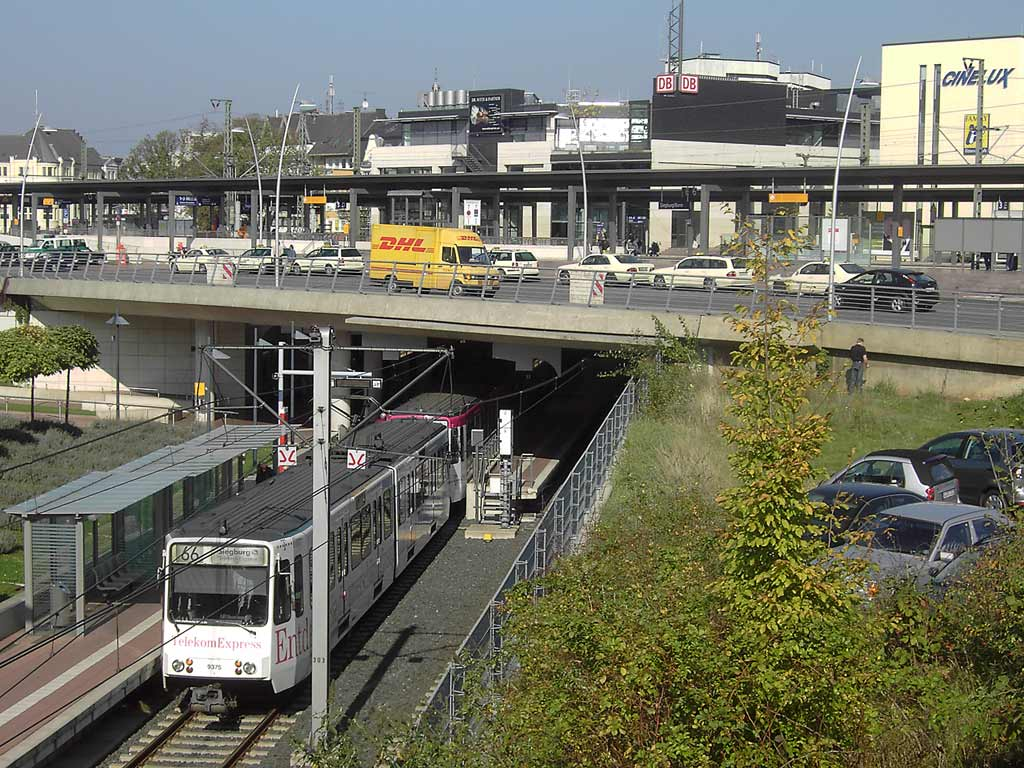
Siegburg Bahnhof

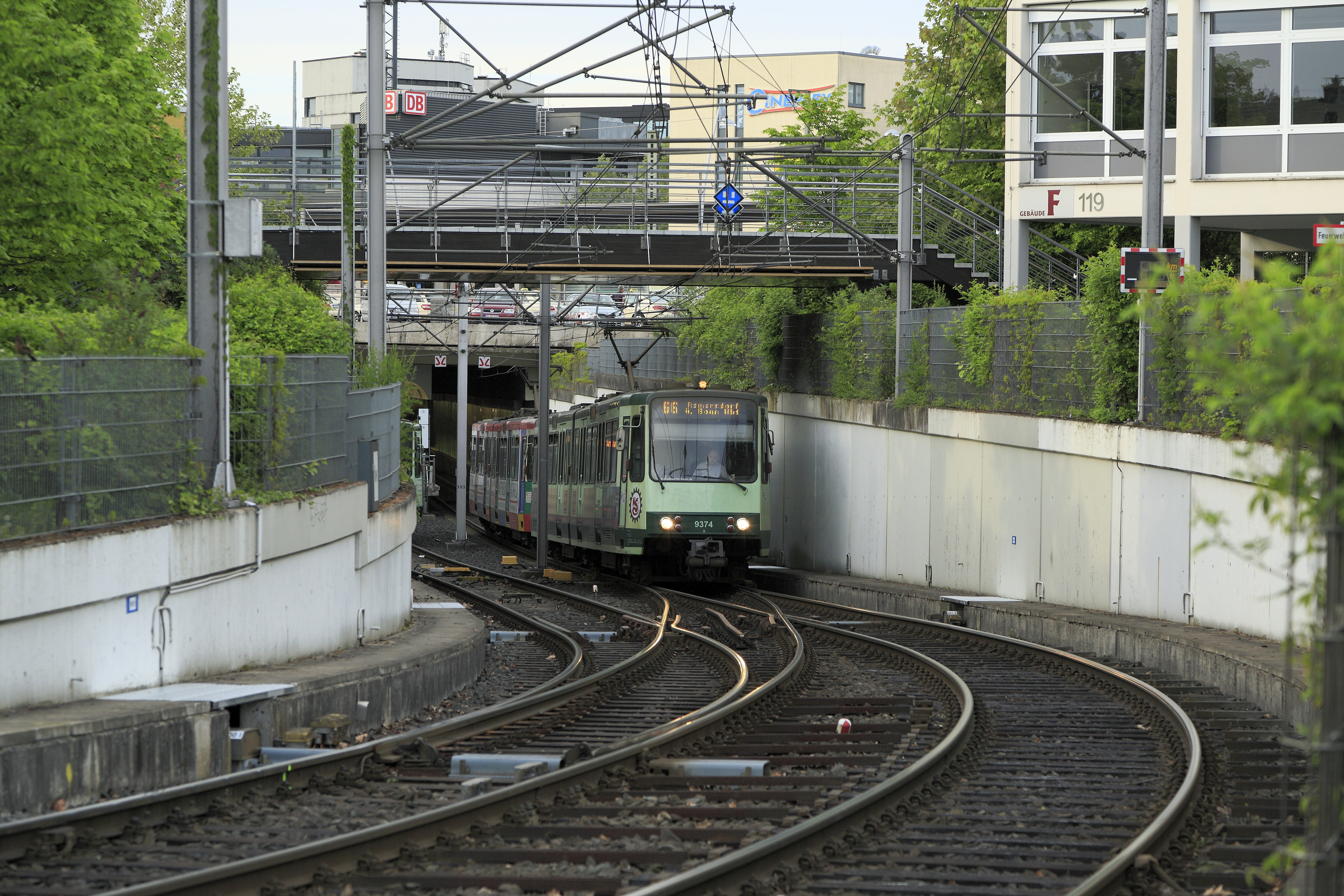
Stadtbahn auf der Rampe

Die Haltestelle Siegburg Bahnhof liegt seit Oktober 2000 im Tiefgeschoss des neugebauten Bahnhofs Siegburg/Bonn. Zunächst konnten die Bahnen nur am kürzeren Gleis 2 am Anfang des Tunnels halten, bis im Juli 2001 auch der neue Hauptbahnsteig von Gleis 1 im Tunnelinneren in Betrieb genommen wurde. Von den Bahnsteigen der Stadtbahn bestehen direkte Zugänge zu allen anderen Bahnsteigen.

## Ausbaupläne (Infrastruktur)
Die Haltestelle Vilich soll beim Bau der S-Bahn S13 auf die Brücke über der rechten Rheinstrecke verlegt werden und dort mit dem neuen S-Bahn-Haltepunkt einen Turmbahnhof bilden. Insbesondere die Verbindung aus der Bonner Innenstadt und dem Bundesviertel zum Flughafen Köln/Bonn würde durch diese Verknüpfung deutlich beschleunigt.
In Beuel auf der Sankt Augustiner Straße ergeben sich durch die Mitnutzung der Fahrstreifen durch die Stadtbahn für den Autoverkehr regelmäßig Verspätungen. Eine eigene Trasse auf diesem Bereich wird daher angestrebt. Nach Auskunft der Stadt werde hierfür eine Verkleinerung der Fläche des Friedhofs St. Josef und Paulus und der Einbezug von Grundstücken zwischen Kreuzstraße und Combahnstraße untersucht. Ein Zeitplan für die Umsetzung existiere noch nicht (Stand: März 2017).
Bei Godorf ist eine weitere Brücke geplant, auf der dann die hochflurige Linie 17 aus der Stadt Köln kommend den Rhein überquert, über Langel-Süd und Niederkassel und die RSVG-Strecke bis Bonn-Beuel geht und dann auf die Strecke der Linie 66 einschwenkt.